# Cosmina de Sus, Prahova
Cosmina de Sus este un sat în comuna Cosminele din județul Prahova, Muntenia, România. La școala de aici a învățat și profesorul emerit Nicolae Simache.